# David Kirby (militant)
Pour les articles homonymes, voir David Kirby et Kirby.
David Lawrence Kirby est un militant américain de la lutte contre le SIDA, né le 6 décembre 1957 et mort le 5 mai 1990.
C’est un militant LGBT qui a quitté sa Californie d’adoption pour revenir dans son Ohio natal, rejoindre sa famille et mourir en paix – si le SIDA le permet.
Il a fait l'objet d'une série de photographies sur son lit de mort, victime du SIDA, prises par la photographe Therese Frare et publiées en novembre 1990 dans le magazine Life. Une de celles-ci sera décrite comme celle qui a changé le visage du SIDA. La photo de ses derniers instants est christique ; David cadavérique, en plein calvaire, enfin entouré des siens qui l’ont accueilli à bras ouverts malgré leurs différends passés, et leurs différences. Son père, Bill, submergé de tristesse, étreint ce fils à l'agonie tandis que d'autres membres de sa famille sont assis à côté de lui.
En 1992, l’entreprise de prêt-à-porter italienne Benetton utilisera cette photographie dans une campagne publicitaire de sa marque, avec l'autorisation de la famille de Kirby. Cette publicité a fait énormément polémique.